# Maison Lequy
La Maison Lequy est une maison unifamiliale située en rue Zénobe Gramme à Charleroi (Belgique). Elle a été construite en 1909 par l'architecte Octave Carpet pour l'Ad. Lequy.

## Architecture

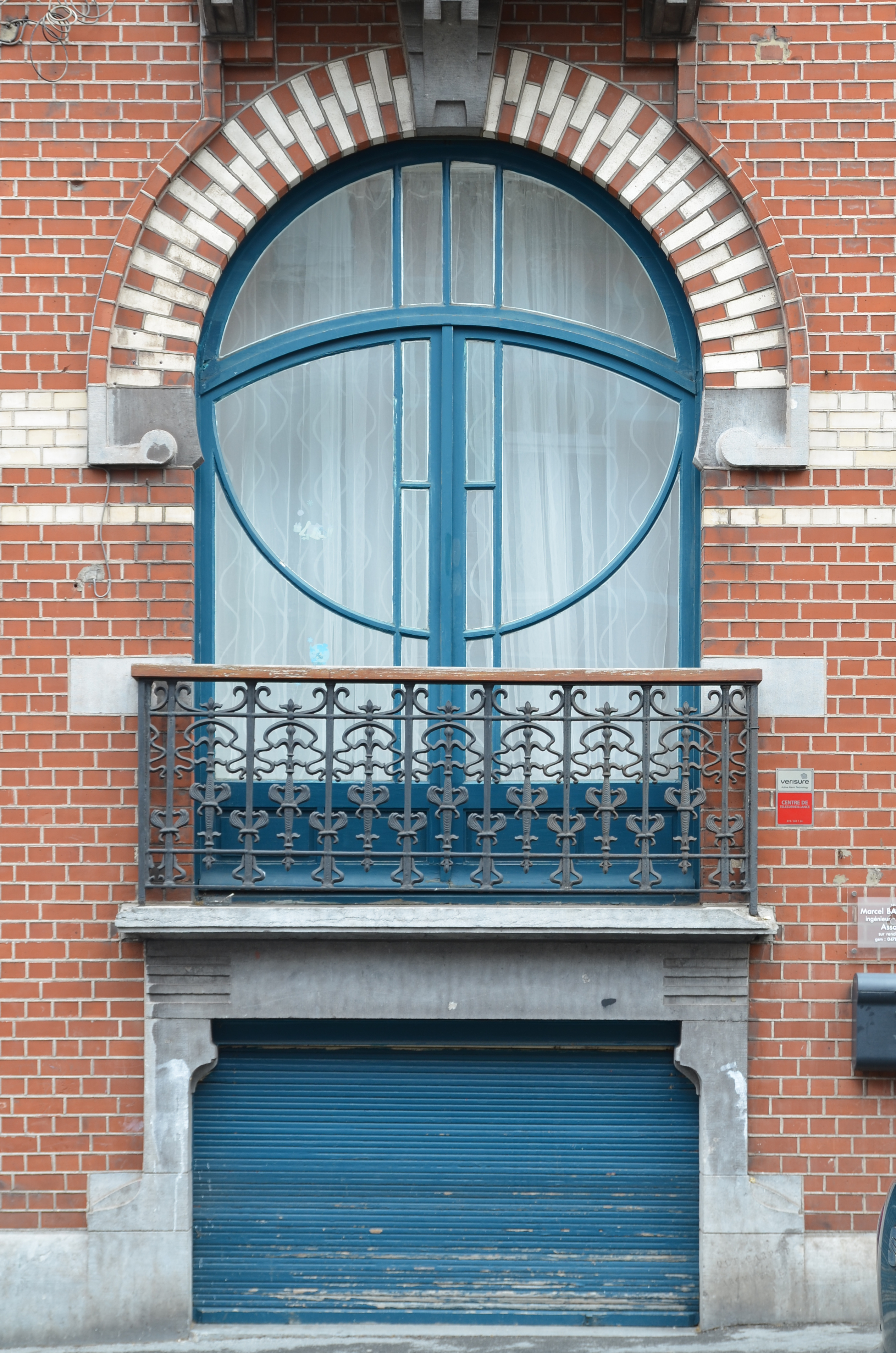
Détail de la fenêtre avec le châssis circulaire.

Ce bâtiment est caractérisé par une façade géométrique Art nouveau et est composé de deux travées asymétriques et décoratives. Le bâtiment compte 4 étages, avec un sous-sol, un entresol et deux autres étages.
La façade est principalement en briques rouges et est décorée d'une alternance de briques blanches. Le motif se développe linéairement pour caractériser la composition entre les baies ou suit les courbes des arcs pour marquer leur forme.
Dans la travée principale, il y a des fenêtres de différentes formes qui caractérisent la façade de ce bâtiment. Au niveau du bel étage, on trouve une fenêtre à arc en plein cintre avec un châssis à petits bois formant un cercle. Au premier étage, il y a une fenêtre en forme de T.
Dans la travée secondaire, nous trouvons un alignement de fenêtres étroites aux étages définissant la fonction d'escalier,.